# 第43砲兵旅 (烏克蘭)
第 43 砲兵旅是烏克蘭陸軍的一支砲兵部隊，駐紮在佩雷亞斯拉夫。 2022年11月3日，部隊獲總統 弗拉迪米爾·澤倫斯基授予戰鬥榮譽"為了勇氣和勇氣" 根據2020年的一個命令,第 43 砲兵旅命名為塔拉斯·費多羅維奇 (Taras Fedorovych) (一位烏克蘭哥薩克酋長]])

## 歷史
第43砲兵旅成立於2014年底，部分兵力(如第191自行火砲營)由第26獨立砲兵旅第5營組成，裝備了2S7自走砲。2015年5月5日，部隊指揮官在季維奇基附近的一處營地簽署了部隊第一份書面命令。
2017年10月，第44獨立砲兵旅副旅長奧列格·米哈伊洛維奇·多羅霍夫 (Олег Михайлович Дорохов)上校被任命為旅長。

### 俄烏戰爭期間
截至2020年3月1日，該旅在頓巴斯戰爭中陣亡4人。

## 當前結構
截至2017年，該旅的結構如下：
- 第43重砲旅，佩雷亞斯拉夫
  - 本部連
  - 第 191 自行火砲營（2S7自走砲）
  - 第 209 反坦克砲兵營 (T-12反坦克炮)
  - 第45摩托化步兵營
  - 工程連
  - 維修連
  - 運輸連
  - CBRN-防禦排